# Тартарен из Тараскона
«Тартаре́н из Тараско́на» (фр. Tartarin de Tarascon) — цикл романов французского писателя Альфонса Доде. Главный герой — провансалец Тартарен, действие происходит в городе Тараскон, на юге Франции, а также в местах путешествий персонажей романов. 

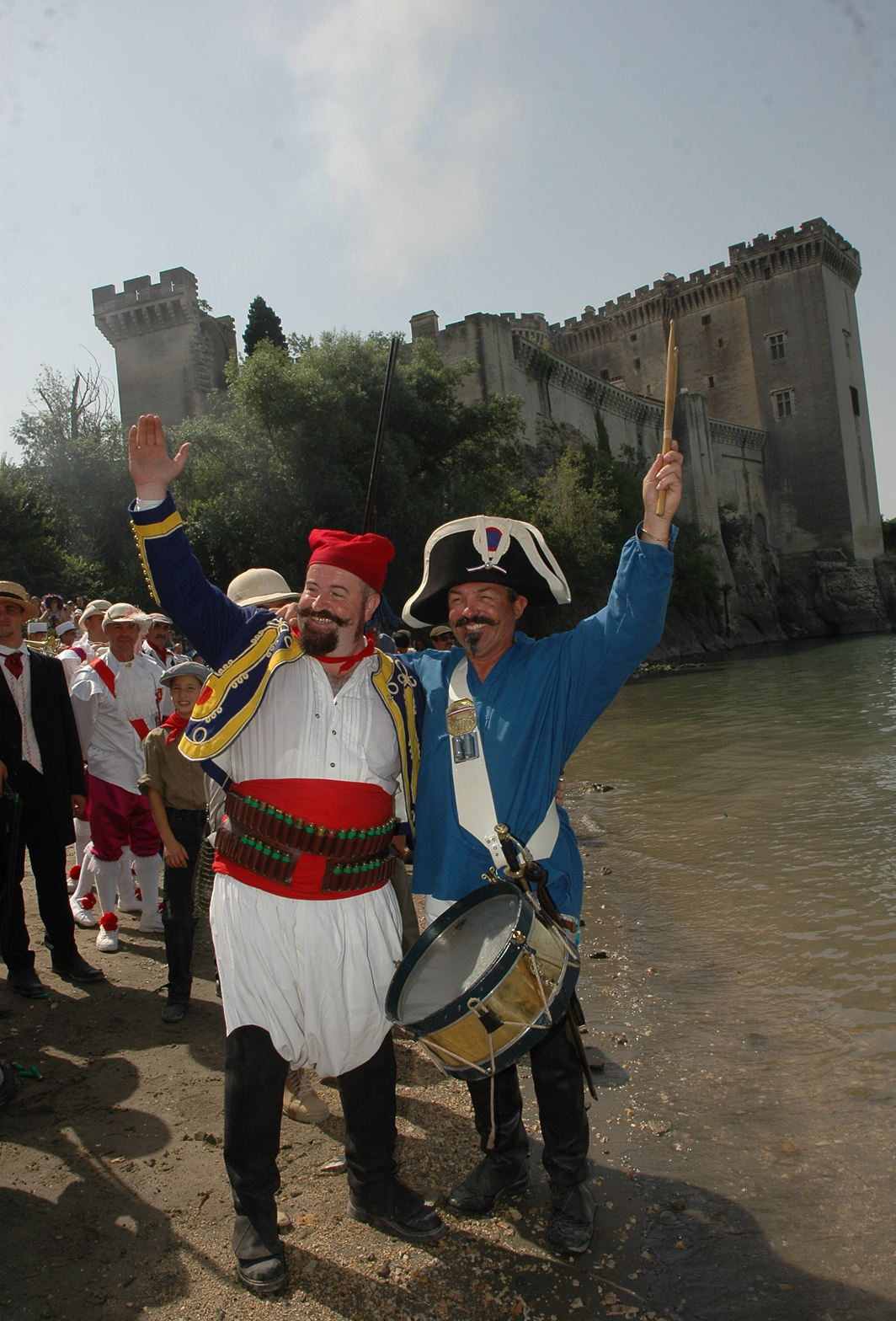
Тартарен из Тараскона (фестиваль)

Трилогию составляют романы «Необычайные приключения Тартарена из Тараскона» (фр. Aventures prodigieuses de Tartarin de Tarascon, 1872), «Тартарен в Альпах. Новые подвиги тарасконского героя» (фр. Tartarin sur les Alpes, nouveaux exploits du héros tarasconnais, 1885), «Порт-Тараскон. Последние приключения славного Тартарена» (фр. Port-Tarascon, dernières aventures de l'illustre Tartarin, 1890).
Романы несколько раз экранизировались.

## История создания романов
18 июня 1863 года в газете «Le Figaro» был напечатан рассказ «Шапатен, истребитель львов», написанный Альфонсом Доде под впечатлением поездки в Алжир в ноябре 1861—феврале 1862 годов. Для творческого метода Доде очень характерно использование в сюжете своих книг автобиографических мотивов, личных наблюдений и событий имевших место в действительности, а также характеров реальных лиц, с которыми он был знаком или о которых был наслышан. По этому поводу Анатоль Франс заметил: «Писать с натуры — таков был единственный метод Альфонса Доде». Такую точку зрения разделял и Эмиль Золя, подчёркивая, что для творчества Доде вообще присуще отражение реально произошедших событий и в действительности существовавших людей: «Нужно, чтобы перед ним стояла живая натура, которую он будет копировать, натура, которая вызывала бы к жизни его живописный дар. Если такой натуры нет — руки его скованы, он не решается писать, он боится, что ничего хорошего не создаст».
Рассказ затем был расширен до романа «Барбарен из Тараскона». На протяжении 1868 года в газете «Пти Монитер» были напечатаны 12 глав, однако затем публикацию прекратили (сын автора Люсьен считал, что вследствие подтрунивания над алжирской администрацией). Вскоре также оказалось, что в Тарасконе действительно с незапамятных времен живут люди с такой фамилией и они очень недовольны её упоминанием в романе. Так появился Тартарен. Роман «Необычайные приключения Тартарена из Тараскона» вышел отдельным изданием в 1872 году вскоре после франко-прусской войны в издательстве Дантю.

## «Необычайные приключения Тартарена из Тараскона»

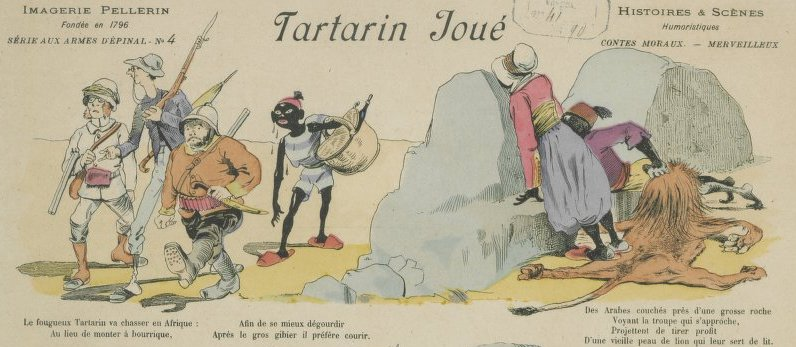
«Необычайные приключения Тартарена из Тараскона»

Первый роман трилогии является наиболее знаменитым. Написан в насмешливо-преувеличенном тоне восхищения «мужеством» Тартарена. Доде называет «бравого рантье» «бесстрашным несравненным Тартареном», хотя он всего-навсего хвастун и бахвал, который не прочь побряцать оружием — герой на словах, а не на деле. Тартарен живет мечтами о странствиях, приключениях и подвигах, его дом наполнен экзотическими сувенирами и принадлежностями путешественника, но сам он никогда не выезжал из родного города дальше ближайших окрестностей. Зато он столько распространялся о своих планах отправиться в дальние страны, что в конце концов начал рассказывать о них, как о свершившихся событиях, и даже, кажется сам поверил в реальность своих выдуманных похождений. Однако, как говорит главный герой романа: «южане не лгут, они бывают только жертвами обмана». Доде изображает Тартарена как Дон Кихота и Санчо Пансу в одном лице, постоянно разрываемым противоположными стремлениями: «покрыть себя славой» или же «покрыть себя фланелью».
Однажды общественное мнение все же заставило Тартарена сняться с места и отправиться в Алжир охотиться на львов. Во время путешествия он пережил множество комичных, нелепых и постыдных происшествий. Он страдал от морской болезни на пакетботе «Зуав», затем его укачало, когда он ехал верхом на верблюде; вскоре Тартарен подстрелил осла, приняв его со страха за льва, был обманут аферистом и, наконец, добился успеха: застрелил старого прирученного слепого льва. Жители Тараскона устроили Тартарену триумфальную встречу.

## Критика
Эмиль Золя прежде всего отмечал добродушный комизм, иронию и человечность произведений Доде. По его словам, книга о Тартарене насыщена «беспрерывным смехом, то лукавым, то раскатистым и достигающим вершин буффонады». На страницах романа южные темпераментные и колоритные жители представлены весело и живо. По оценке Золя, в этом произведении показана правда, которая изображена с комической точки зрения и насыщена лирическими нотками. Юмор добродушен, он не заключает в себе какую-либо горечь, не является сатирой, что объясняется тем, что писатель не «бунтарь», а глубокого человеколюбив по своему характеру: «Его Тартарен при всей своей гротескности — достойнейший буржуа. Здесь все персонажи совершенно нелепы и в то же время все они — славные люди. Это черты, свойственные Доде, и мы находим их в каждом его произведении». Анатоль Франс писал о трилогии как о «единственном и несравненном произведении», которое писатель фактически создавал всю жизнь, задумав его ещё в юности и работая над ним до последних дней своей жизни, отягощённой смертельной болезнью. По оценке Франса, на страницах цикла книг о Тартарене выведен персонаж — аналог французского Дон-Кихота или почти равный ему. Его герой отвечает индивидуальным чертам характера его творца, в его «тройного Тартарена» в наибольшей мере вложено таланта и доброты писателя: 
Тартарен — народный тип, как Гаргантюа. Его все знают, он всем близок. Он может нравиться и изысканным умам и неучам. Он рождён на радость всему миру. А каким простодушием насыщена эта огромная жизнерадостность! Ничего злобного, ничего напоминающего резкую сатиру Севера; это прекрасная «шутка», насмешливое посвистывание птиц под черными соснами, в голубом лазурном небе, нечто крылатое, нечто божественное.